# Aliens vs. Predator
Aliens vs. Predator es un videojuego de sigilo y disparos en primera persona de 2010, desarrollado por Rebellion Software, y distribuido por Sega. Es parte de la franquicia spin-off Aliens vs. Predator, que comparte un crossover con las franquicias Alien (1979) y Depredador (1987), constituyendo un reinicio de la serie de videojuegos distribuidos por Sega, de la que el previo es Aliens versus Predator 2, desarrollado por Sierra Entertainment.
El videojuego fue blanco de diferentes críticas por su elevado contenido violento y gore mostrado en algunos niveles. Por ello, en Australia fuera solicitada su censura indicando que "contiene imágenes de seres humanos sufriendo demasiado impactantes y cercanas, así como desmembramientos y decapitaciones excesivamente precisas". Sega apelo la clasificación inicial: R18+, para finalmente obtener una clasificación MA 15+. Similar fue el caso dado en Alemania, donde tampoco se comercializó inicialmente debido al contenido explícito del videojuego.[cita requerida]
Sega publicó unas semanas después de la salida a la venta del juego, dos ediciones de colección del juego en caja metálica y contenidos adicionales.

## Historia
Como en las anteriores entregas de la serie, el juego tiene 3 modos individuales, centrados en cada una de las 3 especies protagonistas: Alien, Marine y Depredador. Siguiendo la estela de su predecesor, las 3 historias se entrelazan creando un ciclo en el que las diversas tramas llevan a un mismo final.
Alien
La campaña comienza con dos personas muriendo a manos de los revientapechos que salen de ellos en un laboratorio del planeta BG-386, controlado por la Corporación Weyland-Yutani, al momento que los científicos acuden a asegurar los especímenes uno de ellos emerge por la boca de su huésped, por lo que el encargado de la investigación en el planeta, el Doctor Groves gasea la habitación para así evitar el escape del alienígena, pero Karl Bishop Weyland se lo impide diciendo que le gusta este y lo marque para el programa, el revientapechos es capturado y marcado con el número seis. El Espécimen 6 crece y muestra sus capacidades como xenomorfo adulto durante el tutorial, pero su reina, la Matriarca (denominada así por su avanzada edad, supuestamente varios miles de años), le ordena escapar pero sus intentos son fallidos ya que es recapturado y Groves le advierte que no lo intente de nuevo, mientras tanto Weyland abre una antigua pirámide bajo el laboratorio y su apertura causa un pulso electromagnético que desactiva todos los circuitos eléctricos del lugar, liberando a 6. Tras su escape, 6 procede a liberar al resto de los xenomorfos bajo órdenes de su reina para luego liberarla a ella eliminando a todos los humanos del laboratorio y escapando de este.
Tiempo después del escape se ve que la colonia, Freya's Prospect, también propiedad de Weyland-Yutani, fue afectada por los xenomorfos, ya que la Matriarca estableció una nueva colmena en la refinería y resultando en la llamada del Cuerpo de Infantería de Marina Colonial de los Estados Unidos para controlar y erradicar la infestación. A la llegada de los Marines toda la colmena despierta de nuevo, ya que permanecieron dormidos por la falta de huéspedes y 6 se une a la caza matando a los Infantes e infectando a civiles para crear más xenomorfos. Ya en las ruinas, el Espécimen 6 elimina a los androides traídos por la Corporación e infecta también a los arqueólogos contratados por Weyland para descifrar el significado de estas, avanzando por las antiguas edificaciones 6 llega a una arena de combate donde derrota a dos Depredadores e infecta con un abrazacaras a uno de Élite, hecho ya esto, 6 regresa a la colmena, pero súbitamente entra en catalepsia debido a la muerte de su reina y es asegurado por los androides de Weyland y transportado fuera del planeta, solo para liberarse y crecer a un Pretoriano y después a una Reina.
Marine
Desde un transbordador de descenso una unidad del Cuerpo de Infantería de Marina Colonial de los Estados Unidos presencia la destrucción de su nave nodriza, la USS Marlow, a manos de una nave no identificada, entre los Infantes de la unidad se encuentra el protagonista al que solo se le conoce como El Novato, este termina noqueado al ser golpeado por una caja que no estaba asegurada debido a la onda expansiva de la explosión de la Marlow y es despertado ya en tierra por la Cabo Teresa "Tequila" Aquila, pero es dejado atrás por su unidad al terminar inconsciente durante un encuentro con los xenomorfos, este despierta y es contactado por Tequila y le ordena que vaya hacia donde está ella, al reencontrarse con Tequila nos armamos apropiadamente con el Rifle de Pulso M41A/2 y nos movemos al Club para darle apoyo a otra unidad, pero al llegar nos damos cuenta que la gran mayoría ha muerto y el resto ha retrocedido, tras vencer a unos cuantos xenomorfos El Novato se retira a la posición del equipo que estaba en el club y se encuentra con sus sobrevivientes, pero el descanso dura poco porque los xenomorfos atacan de nuevo, eliminando al resto de los Marines, menos al Novato, que retrocedió al sistema de alcantarillado de la colonia para acudir al punto de extracción que Tequila le mencionó, pero yendo ahí es capturado por los xenomorfos. Luego, El Novato despierta en la refinería cuando está siendo llevado por un xenomorfo hacia la colmena y se libera matando al alienígena, Tequila vuelve a contactarlo y le ordena que se mueva a la última ubicación conocida del Mayor Thomas Van Zandt, el comandante de la misión, al llegar lo encuentra en la colmena, infectado con un revienta-pechos, este le ordena que lo mate y luego de hacerlo El Novato se encuentra con La Matriarca y la derrota con el horno de la refinería, quemándola viva.
Ya en la selva, El Novato se encuentra con una nueva clase de xenomorfo que ataca a distancia escupiendo ácido. Tras reactivar las comunicaciones Tequila triangula su posición y se prepara para rescatarlo con un transbordador, el Typhoon, pero este es derribado por un Depredador y se estrella a lo lejos, tras avanzar a un puesto de control cercano es contactado por Katya, la androide que administraba la colonia y le pide que le ayude a conectarse con un servidor para extraer información, ya conectada con la ayuda del Novato esta le informa que Karl Bishop Weyland está presente en el planeta, por lo que algo importante está pasando en el planeta, tras avanzar a las ruinas nos encontramos con lo que quedó del Typhoon y con su tripulación ayudándonos a pasar hasta la arena de combate, donde luchamos con un Depredador. Después de derrotar al Cazador, El Novato rescata a Tequila, pero está infectada con un revienta-pechos y le pide que la mate pero Katya interviene diciendo que puede sacarle el parásito si llegan al laboratorio, al llegar al laboratorio Weyland los intimida diciendo que se alejen de la instalación, pero hacen caso omiso enfrentándose a sus androides en el camino a la sala de operaciones, ya ahí Katya inicia el proceso de eliminación del parásito pero Weyland se entera y corta la energía del lugar, suspendiendo la operación, por lo que la única salida es ponerla en hiper-sueño, tras enterarse de la ubicación del empresario, El Novato se enfrenta a él para obtener su memoria de datos personal, que contiene un transmisor que llama a su transbordador personal, tras derrotarlo Weyland lo ataca de nuevo, pero El Novato le dispara en la cabeza revelando que es un androide y cae a un poso de lava, tras ser rescatados los pilotos envían los datos de la memoria a otro Weyland, posiblemente el real, revelando el planeta natal de los xenomorfos.
Depredador
La campaña comienza con Dark realizando las pruebas para convertirse en Cazador de Élite, tras completarlas y aprobarlas este acude al llamado de auxilio enviado por un grupo de caza de Sangre-Jóvenes desde BG-386, al momento de entrar en órbita destruye una nave perteneciente al Cuerpo de Infantería de Marina Colonial de los Estados Unidos y desciende a la jungla. Luego de avanzar por la jungla, donde encuentra dos Sangre-Jóvenes muertos y resistencia humana, este llega a la refinería donde avista a La Abominación (Predalien) y descubre a La Matriarca muerta pero sus ancianos les indican que su nueva misión es matar a La Abominación, tras moverse a las ruinas, encuentra una máscara perteneciente a uno de sus ancestros, Lord, que permite ver a los xenomorfos en la oscuridad y que también tiene grabada la primera victoria de los Depredadores sobre los xenomorfos, luego se encuentra con un equipo de Infantes de Marina buscando a un soldado desaparecido, encuentra una arena de combate y lucha contra un Pretoriano (Guardia real xenomorfo).
Tras llegar al laboratorio se encuentra con un equipo de androides matando a unos científicos, Dark los elimina y procede dentro del laboratorio donde extrae un brazalete perteneciente a su ancestro y baja a la pirámide, ahí presencia un holograma de cuando La Matriarca fue encerrada junto con el cadáver de Lord, al entrar a la tumba de su ancestro para poner el brazalete y activar la autodestrucción de la pirámide y eliminar la presencia de los suyos en el planeta es atacado por La Abominación, tras la pelea, Dark derrota a la criatura y se alza victorioso sobre la pirámide con su cadáver, echándolo cuesta abajo, tras escapar del planeta, Dark fija rumbo a una nueva caza, el planeta natal de los xenomorfos

### Violencia y Gore
La violencia explícita en el juego se caracteriza por diversas mutilaciones, decapitaciones, desmembramientos... Resultan muy impactantes por el empleo de un motor gráfico que está programado para funcionar con DirectX 11.Los creativos de Rebellion Software decidieron que el videojuego se mantuviera fiel a ambas sagas: Los movimientos especiales son sólo una parte de un sistema de combate cuerpo a cuerpo muy rico, profundo y gratificante. Las escenas más crudas, como arrancar las cabezas, eran muy importantes para la licencia y para crear miedo entre los Marines en la campaña de un sólo jugador.

### Personajes
La caracterización de los personajes representa uno de los fundamentos más importantes del videojuego. 
1. Novato (Rookie)(Protagonista de la campaña Marine)
2. Cabo Tequila (La compañera del protagonista. Es infectada, pero es hibernada para evitar su muerte)
3. Major Van Zandt (Máxima autoridad de los supervivientes de la Marlow. Muere tras gestar un xenomorfo)
4. Connor (Sargento al cargo de la unidad destinada al club nocturno. Es asesinada en la matanza del club)
5. Androide Médico o Katya (Tras enviar la llamada de auxilio a los Marines, le pide ayuda a Novato para encontrar la memoria de datos de weyland para escapar del planeta a cambio de ayudar a su compañera tequila. tras esto, es quien guía al novato hasta la pirámide )
6. Karl Bishop Weyland (La máxima autoridad de Weyland-Yutani. al igual que el DR. Groves, se pueden encontrar datos suyos en diarios de audio en los cuales dice que su mayor sueño es crear una bio arma con la ferocidad del xenomorfo y la inteligencia del predator. Al final del juego se descubre que es un androide)
7. Dr. Groves (Junto con Weyland, cría a Número 6 hasta la fuga. Tras ello, sólo se recogen datos suyos en diarios de audio, Al final de la campaña alien se revela que fue capturado por número 6 para tomar venganza por su cautiverio.)
8. Número 6 (Protagonista de la campaña Alien. Los científicos desconocen a que es debida su astucia, cosa que se descubre al saber que representa la nueva línea real: la nueva Reina)
9. Predalien (Una nueva especie generada gracias a la incursión de Número 6. Mitad Cazador, mitad alien)
10. Dark (O Predator, es el más brutal de los 3, y en la misión final de su campaña en la Pirámide, mide sus fuerzas con el Predalien)

### Final y posible continuación
Tras dejar un final abierto, en el cual observamos que se descubren las coordenadas del planeta origen de los xenomorfos, se había dado a luz a la idea de una posible secuela del juego, sin embargo, el juego Aliens: Colonial Marines fue el juego lanzado en lugar de la esperada secuela, 11 años pasaron desde el lanzamiento de Aliens vs Predator y es muy poco probable que decidan poner en desarrollo una secuela.

## Recepción
El videojuego ha recibido reseñas mixtas por parte de la crítica norteamericana. El sitio web Metacritic alberga diferentes críticas del juego en cuestión, como la de IGN: Podría haber sido un gran juego. De hecho, lo es, lo sientes en muchos momentos, pero todo causa una sensación de abandono por culpa de un pobre diseño de actuación con el entorno. El juego tiene las puntuaciones de 68/100, 65/100 Y 64/100 para PC, PlayStation 3 y Xbox 360 respectivamente.